# Viile Satu Mare
Viile Satu Mare é uma comuna romena localizada no distrito de Satu Mare, na região histórica da Transilvânia. A comuna possui uma área de 80.59 km² e sua população era de 3202 habitantes segundo o censo de 2007.